# Kojetín u Havlíčkova Brodu

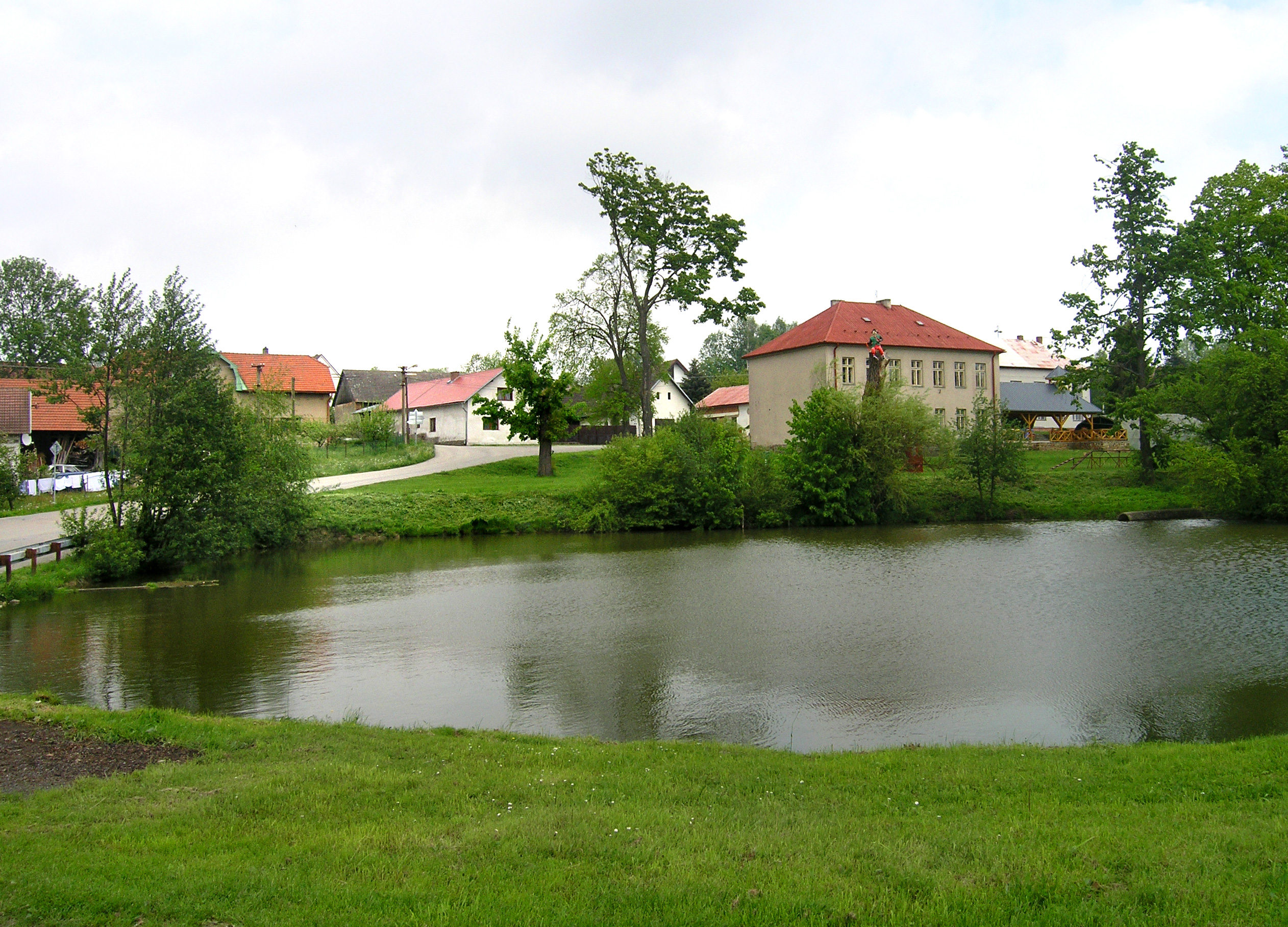
Oberer Teich

Kojetín (deutsch Kojetein) ist eine Gemeinde in Tschechien. Sie liegt acht Kilometer nordöstlich des Stadtzentrums von Havlíčkův Brod und gehört zum Okres Havlíčkův Brod.

## Geographie
Kojetín befindet sich am Oberlauf des Baches Bělsko in der Hornosázavská pahorkatina (Hügelland an der oberen Sázava). Im Norden erhebt sich der Kopec (582 m n.m.), nordwestlich der Pouchovské (554 m n.m.). Gegen Westen erstreckt sich der Ronovecký les (Sommerwald). 
Nachbarorte sind Jahodov und Nemojov im Norden, Počátky, Vlachov und U Hajného im Nordosten, Jitkov und Oudoleň im Osten, Samotín, Česká Bělá und Krátká Ves im Südosten, Jilemník und Ždírec im Süden, Ronovec, Kyjov, Břevnice und Chrast im Südwesten, Ve Žlabě und Dolní Krupá im Westen sowie Horní Krupá, Údolí, Rozsochatec, Nové Dvory  und Pouch im Nordwesten.

## Geschichte
Die erste schriftliche Erwähnung von Kojetín erfolgte im Jahre 1351 unter den Besitzungen der Sommerburg. Später erwarb die Stadt Deutschbrod das Dorf.  1787 standen in Kogetin 34 Häuser.
Im Jahre 1840 bestand das im Caslauer Kreis gelegene Dorf Kojetain bzw. Kogetin aus 46 Häusern, in denen 385 Personen lebten. Im Ort gab es eine Filialschule. Abseits lagen im Sommerwald ein obrigkeitliches Försterhaus und ein Hegerhaus. Pfarrort war Biela. Bis zur Mitte des 19. Jahrhunderts blieb Kojetain der königlichen Stadt Teutschbrod untertänig.
Nach der Aufhebung der Patrimonialherrschaften bildete Kojetín ab 1849 eine Gemeinde im Gerichtsbezirk Deutschbrod. Ab 1868 gehörte das Dorf zum Bezirk Deutschbrod. 1869 hatte Kojetín 448 Einwohner und bestand aus 47 Häusern. Im Jahre 1900 lebten in Kojetín 410 Menschen, 1910 waren es 384. 1930 hatte Kojetín 401 Einwohner und bestand aus 71 Häusern. Beim Zensus von 2001 lebten in den 64 Häusern der Gemeinde 163 Personen.

## Gemeindegliederung
Für die Gemeinde Kojetín sind keine Ortsteile ausgewiesen. Zu Kojetín gehören die Ansiedlungen Pouch und Ronovec (Sommerwald).
Das Gemeindegebiet bildet den Katastralbezirk Kojetín u Havlíčkova Brodu.

## Sehenswürdigkeiten
- Kapelle an der Straße von Ronovec nach Břevnice
- Burgruine Ronovec (Sommerburg), westlich des Dorfes über dem Tal des Břevnický potok. Sie wurde in der Mitte des 13. Jahrhunderts für Smil von Lichtenburg errichtet und 1544 aufgegeben.
- Quellbrunnen Prdlavka, westlich des Dorfes